# Лисова Михайлина Анатоліївна
Михалина Анатоліївна Лисова (нар. 29 березня 1992 в Нижньому Тагілі, Свердловська область, Росія) — чотириразова паралімпійська чемпіонка у лижних гонках та біатлоні, яка виступала в класі спортсменів з порушенням зору. Заслужений майстер спорту Росії.

## Біографія
Михалина Лисова народилася 29 березня 1992 року в Нижньому Тагілі; її батько працював слюсарем на Уралвагонзаводі, мати працювала в дитячому садку. З самого народження вона мала слабкий зір. Одного разу, в 2002 році, старша сестра взяла її з собою на лижну базу, і Михайлина у своїх окулярах з товстелезними скельцями стала там займатися разом зі здоровими дітьми. Тренувала Михалину Марія Бусигіна; потім наполегливу дівчинку помітив тренер паралімпійської збірної Росії Валерій Огородніков, який і вивів її в паралімпійський спорт. Михалина стала тренуватися в єкатеринбурзькому паралімпійському центрі «Джерело».
З 2007 року Міхаліна Лисова виступає за збірну Росії на чемпіонатах світу.

## Нагороди
- Орден «За заслуги перед Вітчизною» IV ступеня (2014 рік) — за великий внесок у розвиток фізичної культури і спорту, високі спортивні досягнення на XI Паралімпійських зимових іграх 2014 року в місті Сочі[3][4]
- Орден Дружби (2010 рік) — за великий внесок у розвиток фізичної культури і спорту, високі спортивні досягнення на X Паралімпійських зимових іграх 2010 року в місті Ванкувері (Канада)[5]